# CiteSeerX
CiteSeerx（最初称为CiteSeer）是计算机和信息科学领域的科技和学术论文的公共搜索引擎和数字图书馆。CiteSeer被认为是学术搜索工具（例如Google学术搜索和微软学术搜索）的前身。CiteSeerX的搜索主要在可公开访问的网站上进行，结果中有更多的可免费获得的文档。
CiteSeer的目标是改善学术和科学文献的传播和获取。作为非盈利服务，任何人都可以免费使用，它已被视为开放获取运动的一部分，该运动正试图改变学术和科学出版，以允许更多地访问科学文献。
CiteSeer免费提供所有索引文件的Open Archives Initiative元数据，并在可能的情况下将索引文件链接到其他元数据源，例如DBLP和ACM Portal。为了推广开放数据，CiteSeerX根据知识共享许可将其数据共享用于非商业目的。
CiteSeer由研究人员Lee Giles，Kurt Bollacker和Steve Lawrence于1997年在美国新泽西州普林斯顿的NEC研究所（现为NEC Labs）中开发。1998年向公众公开。
2004年，宾夕法尼亚州立大学信息科学与技术学院对CiteSeer.IST进行托管运作，当时数据库内拥有700,000多个文档。此外，麻省理工学院、苏黎世大学、新加坡国立大学等机构也对CiteSeer提供支持。
2008年，使用新开源架构的CiteSeerX取代了CiteSeer，至2019年，数据库内拥有超过600万份文档。为世界上顶级的数据库之一。美国国家科学基金会，美国国家航空航天局和微軟研究院对其进行资助。